# Gornje Predrijevo
Gornje Predrijevo – wieś w Chorwacji, w żupanii virowiticko-podrawskiej, w gminie Sopje. W 2011 roku liczyła 86 mieszkańców.